# Сэмпсон, Уильям Томас
Уильям Томас Сэмпсон (англ. William Thomas Sampson; 9 февраля 1840 — 6 мая 1902) — американский военно-морской деятель, контр-адмирал.

## Биография
Родился в городке Пальмира, штат Нью-Йорк. 24 сентября 1857 года поступил в Военно-морскую академию в Аннаполисе, окончил её спустя четыре года и был оставлен преподавать там физику. Впоследствии служил на нескольких учебных кораблях, был помощником директора Военно-морской обсерватории. Принимал участие в Гражданской войне 1861—1865 годов со стороны северных штатов, потом служил во флоте, был представителем Соединённых Штатов на международной конференции в Вашингтоне для определения первого меридиана; некоторое время руководил базой подводных лодок в Ньюпорте. 9 сентября 1886 года стал супериндендатом Военно-морской академии. 9 апреля 1889 года был произведён в капитаны, в июне 1892 года был назначен инспектором морской артиллерии на верфи Вашингтона. С 1893 по 1897 год в звании коммодора руководил Главным управлением вооружения ВМС США.
В 1898 году, когда началась Испано-американская война, в звании контр-адмирала командовал американским флотом из 9 военных судов, блокировавшим Кубу. 3 июля уничтожил при Сантьяго-де-Куба испанский флот адмирала Серверы. Был назначен комиссаром оккупированной Кубы 20 августа 1898 года, в декабре вернулся к командованию Североатлантическим флотом. В октябре 1899 года стал комендантом Бостонской военно-морской верфи. Вышел в отставку 9 февраля 1902 года, незадолго до смерти. Похоронен на Арлингтонском национальном кладбище.